# Khenpo Karthar Rinpoché
Khenpo Karthar Rinpoché aussi appelé Khenpo Karma Tharchin Rinpoché (3 avril 1924 - 6 octobre 2019), est un lama de l'école Karma-kagyu du bouddhisme tibétain. Il a été abbé du monastère Karma Triyana Dharmachakra (KTD) à Woodstock, New York.
Khenpo Karthar Rinpoché a pratiqué et enseigné le mahamoudra et le dzogchen et a été maître de retraite pendant plusieurs retraites de trois ans. Il a enseigné l'histoire et la philosophie bouddhiques, a écrit des livres sur la philosophie et la pratique de la méditation, et a conféré l'initiation à tous les niveaux de la pratique du Vajrayana, y compris l'Anuttarayoga tantra. Il a accueilli des visites et des enseignements par les lamas Karma-kagyu et d'autres lignées, y compris une visite à KTD par le 14e dalaï-lama en septembre 2006, et fin mai 2008 a présidé l'intronisation du 17e karmapa Orgyen Trinley Dorje à KTD, son siège principal en Occident.

## Biographie
Né au Kham, au Tibet , dans une famille nomade, Khenpo Rinpoché n'était pas (contrairement à la plupart des Rinpochés) un tulkou ou un lama réincarné, mais a atteint sa réalisation de son vivant. Il a commencé sa formation religieuse auprès de ses parents, qui étaient tous deux de fervents pratiquants, et à l'âge de 12 ans, il est entré au monastère de Thrangu pour poursuivre ses études. À 20 ans, il a reçu l'ordination Gelong du 11e Tai Sitou Rinpoché au monastère de Palpung. À la suite d'une série de retraites dont la traditionnelle retraite de 3 ans, il fut envoyé par son gourou le 8e Traleg Rinpoché au monastère de Thrangu pour un enseignement supérieur en études bouddhiques. Après cinq ans d'études, à 30 ans, il obtient le diplôme Khenpo et commence à enseigner.
En 1958, en compagnie du 9e Thrangu Rinpoché, du 9e Traleg Rinpoché et d'autres, il a fui la destruction par les communistes chinois du monastère de Thrangu en entreprenant une randonnée ardue de plusieurs mois jusqu'au monastère de Tsourphou . Après un mois de repos, le 16e karmapa les envoya se réfugier au Bhoutan, où Khenpo Rinpoché resta huit ans. En 1967, Rinpoché est appelé au monastère de Rumtek au Sikkim en Inde pour enseigner aux moines et s'engager dans le ministère pastoral pour la communauté locale. Au cours des années suivantes, il est envoyé d'un endroit à l'autre pour enseigner et servir, et en 1975, le 16e Karmapa lui décerne le titre de "Chöje Lama" (Maître Supérieur du Dharma).
En 1976, le karmapa envoya Khenpo Rinpoché établir un siège pour les Karmapas en Amérique du Nord et y servir d'abbé pour un nouveau monastère. Rinpoché s'est rendu à New York, puis à Woodstock, où il a fondé le monastère Karma Triyana Dharmachakra (KTD) et une série de centres d'enseignement locaux à travers les États-Unis. Il a été rejoint par le 3e Bardor Tulkou Rinpoché et, avec le représentant laïc Tenzin Chonyi et les pratiquants locaux, ils sont passés de l'enseignement dans un vieil hôtel à la construction d'un monastère tibétain traditionnel et d'un centre de retraite à proximité avec des installations séparées pour les  hommes et les femmes.
En août 1990, Rinpoché a aidé le 3e Jamgon Kongtrul Rinpoché à transmettre l' initiation du Kalachakra à Toronto, Ontario au Canada. Jusqu'à la fin des années 1990, il a organisé et dirigé plusieurs pèlerinages au monastère de Tsourphou au Tibet pour rencontrer le 17e karmapa et a accueilli le 12e Tai Situ Rinpoché à KTD pour une série d'enseignements résidentiels. Après que le 17e karmapa ait quitté le Tibet en janvier 2000, Khenpo a mené plusieurs pèlerinages pour lui rendre visite en Inde.
En septembre 2006, le 14e dalaï-lama a accepté l'invitation de Khenpo Rinpoché à visiter et enseigner à Karma Triyana Dharmachakra, et en mai 2008 et juillet 2011, Khenpo Rinpoché a accueilli le 17e Karmapa Orgyen Trinley Dorje en résidence à KTD. En juillet 2010, il a organisé et présidé la premier Kagyu Monlam (assemblée) à se tenir en Amérique.
Khenpo Rinpoché établit 28 centres d'enseignement aux États-Unis, trois au Canada et quatre en Amérique du Sud et a de nombreux étudiants à Taïwan et en Amérique centrale et est connu dans les communautés tibétaines du Tibet, du Bhoutan, du Népal et de l'Inde.
Khenpo Rinpoché a vécu jusqu'à l'âge de 95 ans et a continué son enseignement actif et son programme ministériel jusqu'à la fin. Par exemple, du 17 au 19 mai 2013, il a transmis les enseignements de l'esprit de Khenpo Gangshar ("Libérer naturellement tout ce que vous rencontrez", qu'il avait reçus directement de Khenpo Gangshar) et du 13 au 21 juillet 2013, il a prononcé le toute première retraite en espagnol et webdiffusion simultanée, à laquelle assistent en personne 60 pèlerins hispanophones et sur Internet par 1900 personnes de 39 pays.
Du 22 au 31 août 2014, il a dirigé, en anglais, la transmission des instructions de pointage pour le mahamoudra de la torche de la certitude par le 1er Jamgon Kongtrul Rinpoché. En avril 2015, il a accueilli le 17e karmapa au monastère KTD pour une visite de 11 jours, sa troisième visite aux États-Unis et au monastère KTD. Du 17 au 23 juillet 2016, Rinpoché a dirigé la toute première retraite Chöd en espagnol. De 2015 jusqu'à sa mort, Khenpo a livré une transmission orale et des commentaires sur plusieurs enseignements séminaux par Karma Chagme.
Rinpoché est décédé chez lui au centre de retraite Karme Ling le 6 octobre 2019 à l'âge de 95 ans. Son corps est resté en état de thukdam dans sa chambre pendant plusieurs jours, puis dans la salle principale du sanctuaire de Karme Ling jusqu'au 20 octobre, date à laquelle il a reçu la cérémonie de crémation complète à 4 voies d'un haut lama Karma-kagyu.

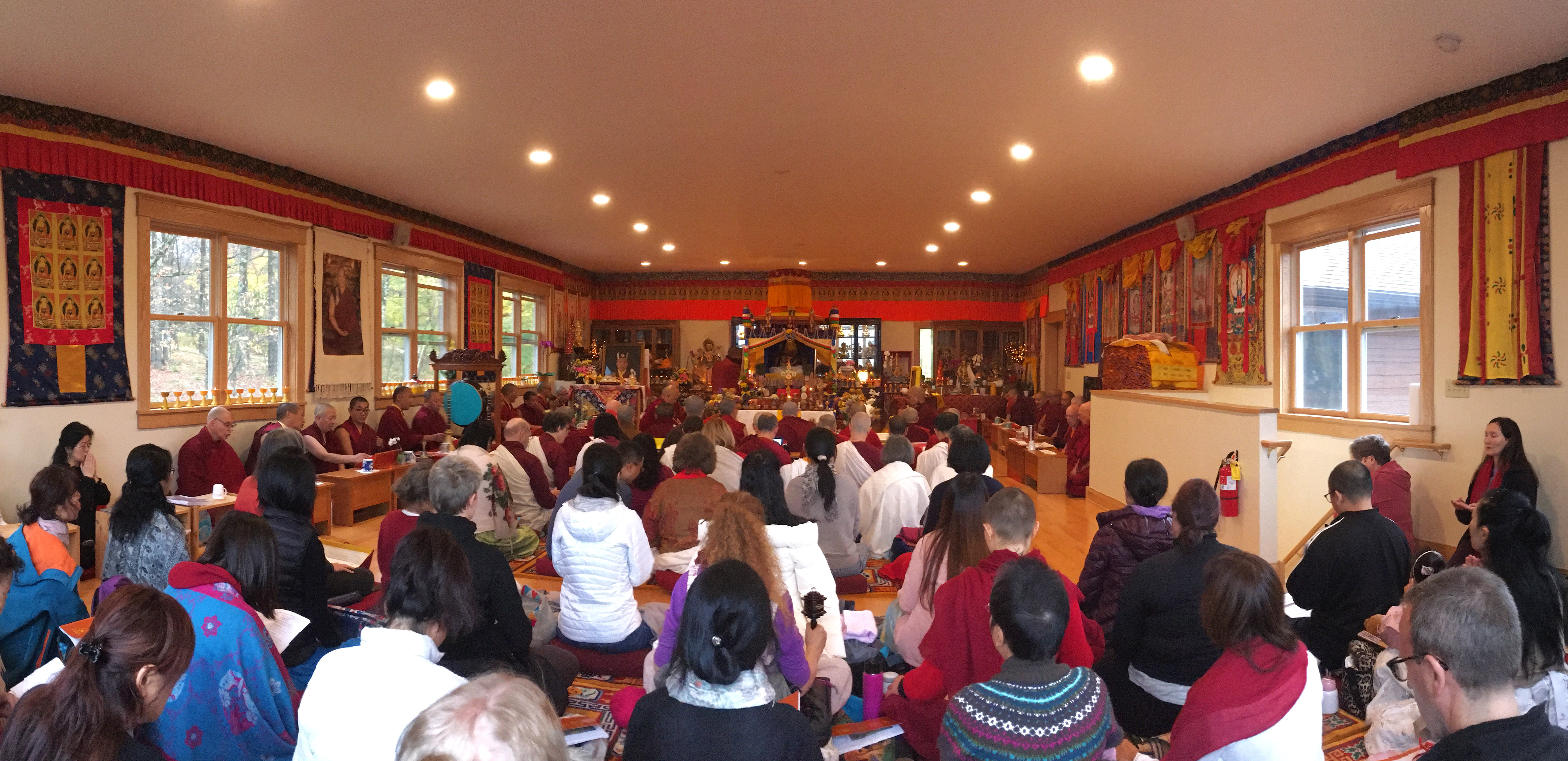
Khenpo Karthar se repose état de thukdam dans la salle principale du sanctuaire de Karme Ling
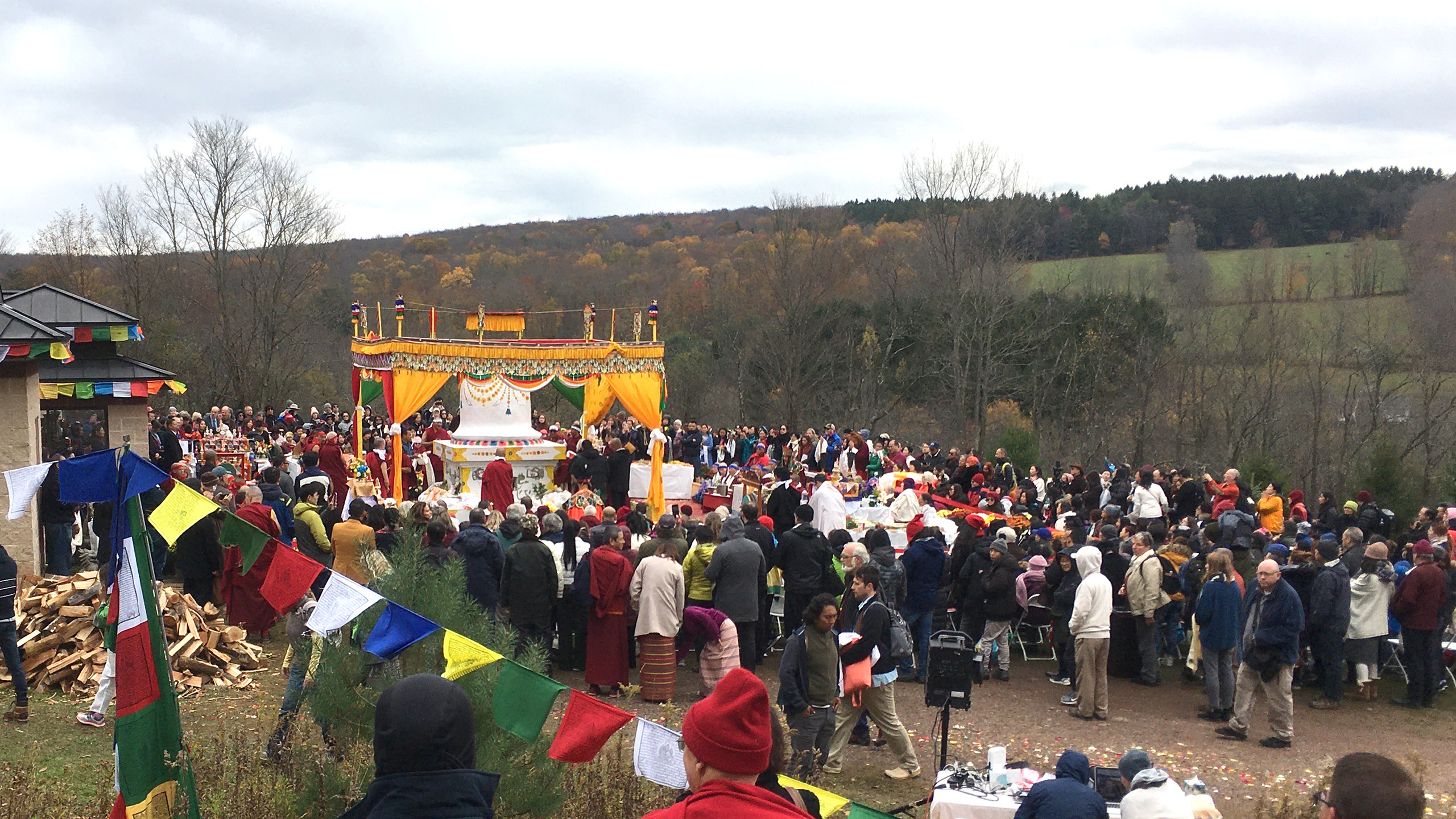
La cérémonie de crémation de Khenpo Karthar Rinpoché

### Sources
sources primaires
- Anon, « His Holiness the 17th Karmapa in the U.S.A. Public Events Schedule for 2015 », sur KarmapaAmerica2015.org, 2015 (consulté le 15 mars 2022)
- Anon, « In Memoriam: Khenpo Karthar Rinpoche Parinirvana, Ceremonies, and Offerings », sur Kagyu.org, Karma Triyana Dharmachakra, 2019 (consulté le 15 mars 2022)
- Khenpo Karthar Rinpoche, Karma Chakme's Mountain Dharma, vol. 2, KTD Publications, 2006 (ISBN 978-0974109213)
- KTD, « 'It Was Like a Weekend in Dewachen' », sur KTD Mandala News, Karma Triyana Dharmachakra, may 26, 2013a (consulté le 15 mars 2022)
- KTD, « Khenpo Karthar Rinpoche, KTD and Dharma expand their connection with the Spanish-speakers via Internet », sur KTD Mandala News, Karma Triyana Dharmachakra, july 25, 2013b (consulté le 15 mars 2022)

sources secondaires
- Blaise Schweitzer, « The Dalai Lama, in Woodstock, Calls for Peace and Compassion » [archive du 20 octobre 2006], sur DalaiLama.com, Woodstock, NY, 22 septembre 2006
- Violet Snow, « KTD Abbot Khenpo Karthar Rinpoche passes on », Ulster Publishing,‎ 17 octobre 2019 (lire en ligne, consulté le 15 mars 2022)

## Autres lectures
- Anon, « A Brief Biography of Khyabje Khenpo Karthar Rinpoche », sur Kagyu.org, Karma Triyana Dharmachakra, 2020 (consulté le 15 mars 2022)
- Lama Karma Drodul, Amrita of Eloquence: A Biography of Khenpo Karthar Rinpoche, Woodstock, NY, KTD Publications, 2009 (ISBN 978-1-934608-05-0)